# Mousse
Una  mousse  és un preparat culinari d'origen francès, amb una base que és la clara d'ou muntada a punt de neu, o la crema de llet batuda, les quals li donen la consistència esponjosa que la caracteritza. Les més conegudes són les dolces destinades a postres de cullera, o emprades per a farcir pastissos: la  mousse  de xocolata, la  mousse  de cafè, la  mousse  de vainilla i la  mousse  de fruita, encara que també gaudeixin de molta fama les  mousses  salades com la  mousse  d'espàrrecs o la mousse de salmó emprades per guarnir plats més elaborats o en els canapès.
La textura diferencial de la mousse és deguda a les clares batudes a punt de neu i la seva barreja amb la crema base de la qual es parteix. És aquest merenga el que confereix a la mousse aquesta textura tan característica de diminutes bombolles, imitant més o menys l'escuma. De fet, el terme francès mousse significa escuma en català, tot i que l'escuma és un preparat culinari diferent, la tècnica del qual (que utilitza el sifó) és una creació del cuiner català Ferran Adrià.
Antigament la manera més habitual d'incorporar aire a la preparació era afegir nata muntada i/o clares a punt de neu a una crema o eventualment un iogurt. Actualment es pot fer sense haver d'afegir-hi aquests ingredients que afebleixen el gust dels sabors dels ingredients principals de l'escuma, sobretot la nata, mitjançant l'ús d'un sifó. Les escumes també es poden comprar ja preparades, com altres postres làctics, o es poden preparar a base de productes industrials en pols.
La tècnica del sifó ha estat tan popularitzada per Ferran Adrià que a França, a peu de carrer es diferencia entre l'escuma amb nates o clares d'ou, anomenada mousse, i l'escuma sense aquests elements, que s'ha fet molt famosa gràcies al màrqueting, que les ven amb el nom écume, més similar al català "escuma" que empra Adrià.
És important tenir en compte que les mousses casolanes es basen en ou cru (components d'ou lleugerament cuits), de manera que cal tenir la precaució de consumir-les de pressa, i mantenir-les a la nevera.

## Elaboració bàsica

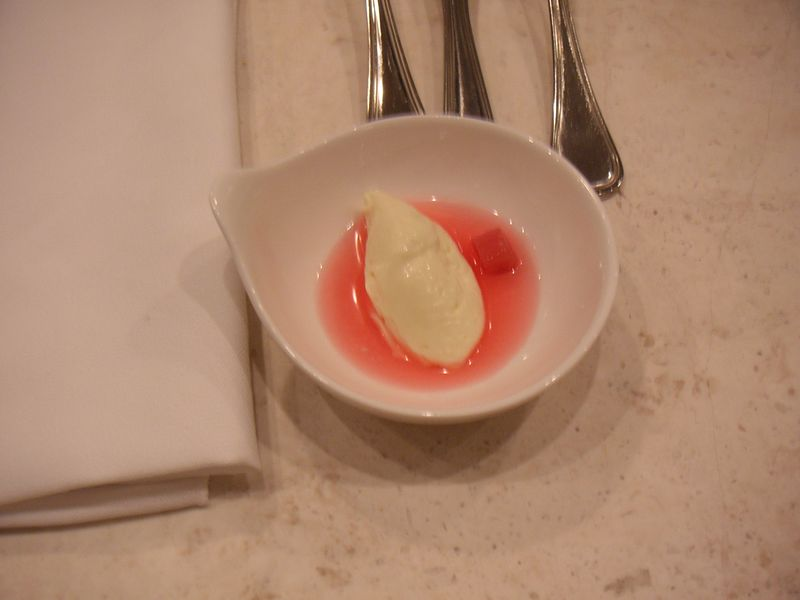
Mousse blanca.

Per realitzar una  mousse , es prepara d'una banda la merenga amb les clares d'ou muntades a punt de neu i un pessic de sal. D'una altra banda es fa una crema catalana base, sense sucre si és per a fer una escuma salada, a la qual cal afegir l'ingredient principal triturat (xocolata, fruites, peix, marisc, etc.) i la nata.
Una vegada lleugerament refredada la crema s'incorporen les clares amb moviments envolvents, tenint cura de no aixafar-les gaire. S'hi pot afegir a més nata muntada. Hi ha receptes, per exemple d'escuma de xocolata negra, que empren suc de taronja, o mantega, per exemple, en comptes de nata o clares d'ou.
Algunes receptes utilitzen gelatina sense sabor o agar agarper donar a l'mousse un aspecte gelificat.
Cal guardar-la a la nevera durant unes hores perquè prengui abans de menjar-la, i també cal guardar-la-hi fins al moment de servir.

## Moussede xocolata
La  mousse  de xocolata són unes postres originals de la cuina francesa, ara conegudes internacionalment. Consisteix en una crema suau i espumosa, que se serveix sola en copes (de vegades acompanyada de crema chantilly, nous picades o xocolata ratllada) o s'utilitza per emplenar pastissos dolços. A Argentina, també són populars els alfajors de  mousse  de xocolata.
Aquestes postres es poden elaborar amb xocolata blanca o negre, depenent el resultat final de la qualitat de la xocolata emprada. N'hi ha moltes receptes i variants. Els seus principals ingredients són ou, sucre, xocolata, mantega o nata. L'elecció de la nata o de la mantega determinarà el resultat final. Si es vol mantenir el fort gust de cacau de la xocolata negra, s'emprarà mantega. Si en lloc de mantega s'empra nata, el sabor final serà més suau i s'assemblarà més a la xocolata amb llet.
La  mousse  de xocolata té un alt valor calòric, per l'alt contingut en greixos (la gran quantitat de nata o de mantega), i l'alt valor calòric de la xocolata o cacau en pols.